# Île Dufault
Pour les articles homonymes, voir Dufault.
L'île Dufault est une île du fleuve Saint-Laurent située au nord-est de Montréal au Canada dans les îles de Boucherville.

## Géographie
L'île Dufault fait environ 800 mètres de longueur et 350 mètres de largeur maximales. Elle est située dans le fleuve Saint-Laurent au nord-est de l'île de Montréal. Elle fait partie des îles de Boucherville, séparée à l'est de l'île Grosbois par le chenal du Courant, au sud de l'île Tourte Blanche par un bras marécageux plus ou moins inondé, en fonction de la saison, du même chenal.
L'île se trouve sur la rive-Sud de Montréal à l'ouest de la ville de Boucherville à laquelle elle est administrativement rattachée mais ne fait pas partie du parc national des Îles-de-Boucherville.

## Histoire
L'île Dufault a porté l'ancien nom d'île au Foin.
En 1984 lors de la création du parc national des Îles-de-Boucherville, l'île Dufault – qui est une propriété fédérale possédée et gérée par les autorités du port de Montréal – n'est pas intégrée au parc. Depuis cette période, la cession de l'île à l'administration du parc est en discussion entre les autorités fédérales, celles provinciales du Québec, la ville de Montréal et la Sépaq, gestionnaire du parc national. En 2008, les autorités portuaires font cesser les activités agricoles pratiquées sur l'île.
Relativement boisée, l'île Dufault, comme les autres îles de Boucherville n'appartenant pas au parc national, est un lieu de chasse à la sauvagine et au Cerf de Virginie (dont les autorisations dépendent de la province de Québec) ouvert aux détenteurs de permis ; depuis 2020 les autorités portuaires montréalaises tentent d'interdire cette pratique.
En raison de ses herbiers inondables situés dans le chenal qui la sépare de l'île Tourte Blanche, l'île est aussi un lieu de frai des poissons que les autorités du port de Montréal essayent de développer par des aménagements (creusement des chenaux reliant les îles pour maintenir un niveau d'eau suffisant durant l'étiage et suppression des colonies de roseaux).